# فيكتور إم. ألين
فيكتور إم. ألين هو سياسي أمريكي، ولد في 14 يوليو 1870، وتوفي في 25 سبتمبر 1916. نشط حزبياً في الحزب الجمهوري. وقد انتخب عضو مجلس ولاية نيويورك ‏.